# Мигове (песен)
Вижте пояснителната страница за други значения на Мигове.
„Мигове“ (на руски: „Мгновения“) е култова песен на Йосиф Кобзон, от серийния филм „Седемнадесет мига от пролетта“ – най-успешния съветски филм за съветското военно разузнаване и за Втората световна война.
Песента „Мигове“ се свързва с подвизите на незабравимия герой на филма Щирлиц, който успява да се внедри в Главното управление за имперска сигурност и да разкодира тайните на нацисткото разузнаване.
Текста на песента създава поетът Роберт Рождественски, композитор е Микаел Таривердиев, а във филма я изпълнява певецът Йосиф Кобзон.
Таривердиев и Рождественски написват 12 песни – за всеки от 12-те епизода на сериала. В него обаче са използвани само 2 песни от създадените – героичната „Мигове“ („Мгновения“) и лиричната „Песен за далечната Родина“ („Песня о далёкой Родине“).
Тази песен е представена от рок музиканта Николай Носков в телевизионното шоу „Собственост на Републиката“ в епизод, посветен на творчеството на Йосиф Кобзон.

## Текст
Не думай о секундах свысока 

Наступит время сам поймёшь наверное.

Свистят они как пули у виска 

Мгновения, мгновения, мгновения.
Мгновения спресованы в года 

Мгновения спресованы в столетия. 

И я не понимаю иногда 

Где первое мгновение, где последнее. 

У каждого мгновения свой резон 

Свои колокола, своя отметина. 

Мгновения раздают кому-позор 

Кому-беславье, а кому-бессмертие. 

Из крохотных мгновений соткан дождь 

Течёт с небес вода обыкновенная. 

И ты порой почти полжизни ждёшь 

Когда оно придёт, твое мгновение.

Придёт оно большое как глоток 

Глоток воды во время зноя летнего. 

А в общем, надо просто помнить долг 

От первого мгновения до последнего. 

Не думай о секундах свысока 

Наступить время сам поймёшь наверное. 

Свистят они как пули у виска 

Мгновения, мгновения, мгновения... мгновения. 

### Превод на български
Не гледай на секундите презрително 

Щом му дойде времето сам ще разбереш навярно. 

Свистят те като куршуми покрай ушите 

Тези мигове, мигове, мигове. 

От миговете са пресовани годините 

От миговете са пресовани столетия. 

Понякога дори не разбираме 

Кой е първия миг и кой последния. 

Във всеки миг си има свой резон 

Своите камбани, своята следа. 

Мигновенията раздават на някого позор 

На друг безславие, а на някого безсмъртие. 

От кратките мигове е изтъкан дъжда 

И сълзи по сивия небесен лик. 

И понякога чакаш половин живот 

Кога ще дойде, твоя миг. 

Ще дойде то голямо като глътка 

Глътка вода в летен зной. 

А просто, трябва да си спомняш своя дълг 

От първия до последния си миг. 

Не гледай на секундите презрително 

Щом му дойде времето сам ще разбереш навярно. 

Свистят те като куршуми покрай ушите 

Тези мигове, мигове, мигове... мигове... мигове... мигове... мигове... 